# Asparrena
Asparrena in castigliano e Asparren in basco, è un comune spagnolo  situato nella comunità autonoma dei Paesi Baschi.